# Boomkikker
De boomkikker of Europese boomkikker (Hyla arborea) is een kikker uit de familie van de boomkikkers (Hylidae).
De boomkikker komt voor in een groot deel van Europa en is de enige soort uit de familie van de boomkikkers die voorkomt in België en Nederland. De kikker leeft op open, zonbeschenen plekken in relatief dicht begroeide en vrij vochtige biotopen in de buurt van water. Het is een boombewonende soort die zich ophoudt tussen het gebladerte. Het voedsel bestaat uit verschillende ongewervelden zoals insecten en de kikker heeft diverse vijanden zoals vogels en zoogdieren. De boomkikker wordt in een deel van zijn verspreidingsgebied bedreigd door uiteenlopende menselijke activiteiten.
De lichaamslengte is ongeveer 4 tot 5 centimeter, de boomkikker is van alle West-Europese kikkers te onderscheiden door de egale lichtgroene kleur op de rug en de relatief gladde huid zonder wratten zoals padden of langwerpige klierlijsten op de rug zoals veel echte kikkers. De boomkikker is tevens de enige soort in de Benelux waarvan de vingers en tenen hechtschijven dragen.

## Verspreiding

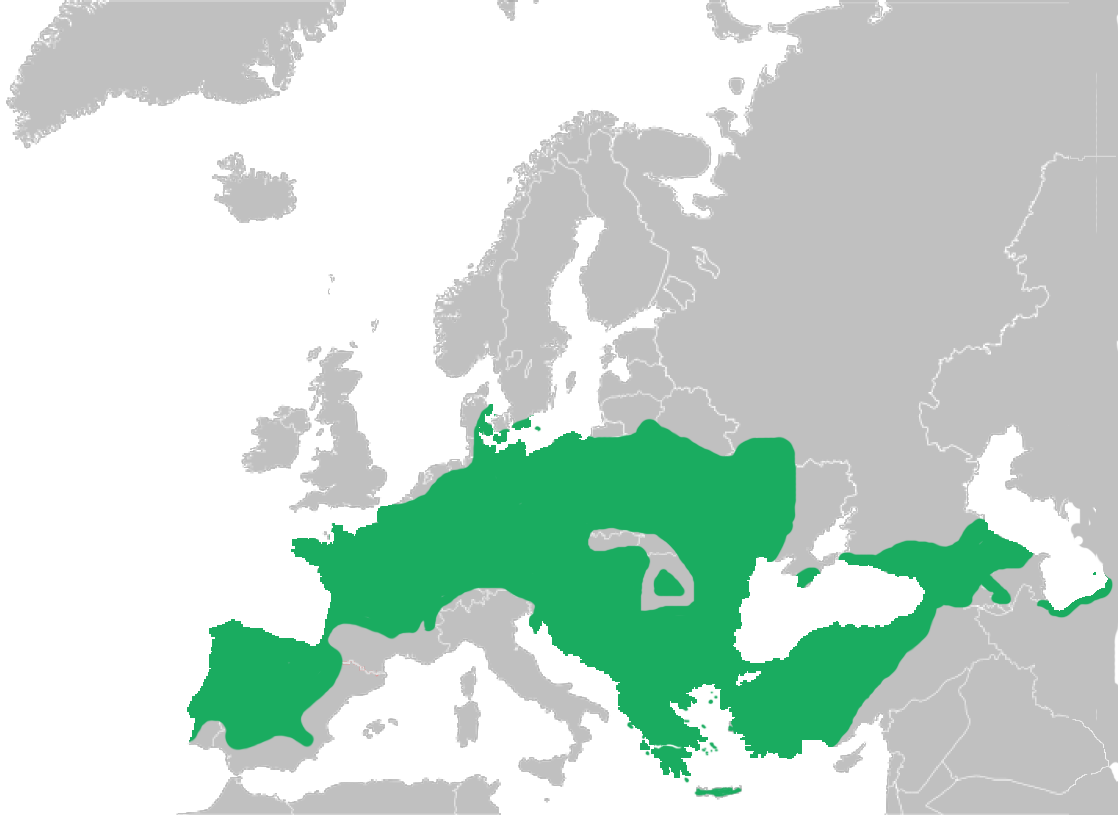
Verspreiding van de boomkikker in het groen

De boomkikker komt voor in het grootste deel van centraal Europa. De kikker ontbreekt in Scandinavië, op een uiterst zuidelijk puntje van Zweden na. Ook in zuidwestelijk Frankrijk en het grootste deel van Spanje komt de soort niet voor. Hier leeft wel de Mediterrane boomkikker. De populaties op de eilanden Corsica, Elba, Sardinië en Capri in de Middellandse Zee worden tegenwoordig tot een aparte soort gerekend: de Sardijnse boomkikker (Hyla sarda).
De boomkikker komt in de volgende landen voor: Albanië, Armenië, Azerbeidzjan, Wit-Rusland, België, Bosnië en Herzegovina, Bulgarije, Denemarken, Duitsland, Frankrijk, Georgië, Griekenland, Groot-Brittannië, Hongarije, Kroatië, Israël, Italië, Letland, Liechtenstein, Litouwen, Luxemburg, Moldavië, Montenegro, Nederland, Oekraïne, Oostenrijk, Polen, Portugal, Roemenië, Rusland, Servië, Slowakije, Slovenië, Spanje, Tsjechië, Zweden, Zwitserland en Turkije. Mogelijk zijn er populaties in het noorden van Iran, maar dit is niet geheel zeker.
In Letland was de soort uitgestorven, maar komt deze weer voor na herintroductie van exemplaren uit Wit-Rusland en exemplaren die zijn opgekweekt in de dierentuin van Riga.
De boomkikker is geïntroduceerd in Groot-Brittannië en kwam hier van nature niet voor. Een populatie in New Forest is waarschijnlijk uitgestorven doordat alle exemplaren zijn weggevangen door verzamelaars.

### België en Nederland

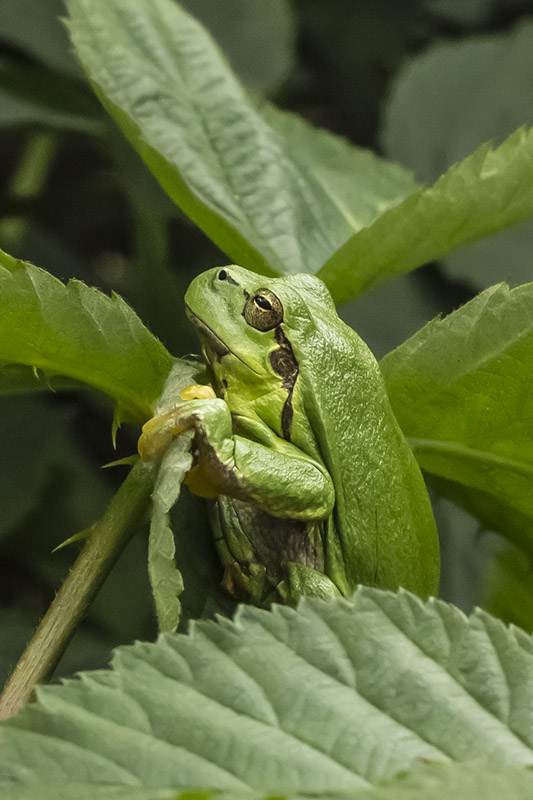
Exemplaar in het Aamsveen

In België zijn de populaties meer versnipperd, de boomkikker ontbreekt bijvoorbeeld in het noordwesten. Recente waarnemingen van de boomkikker komen vooral uit de omgeving van Limburg. Rond het jaar 2000 lag het aantal roepende mannetjes op een honderdtal, maar door soortgerichte maatregelen is dit in 2013 weer aangegroeid tot een duizendtal.
In Nederland is deze soort zeldzaam. Versnipperde populaties komen voor in het zuiden en oosten in de provincies Limburg, Noord-Brabant, Zeeuws-Vlaanderen; de Achterhoek in Gelderland heeft de grootste populatie van het land, doorlopend in de populatie in Oost-Twente in Overijssel. In Drenthe waren enkele kleinere populaties in 2007 nog aanwezig. Deze zijn echter tot op een na vrijwel uitgestorven. De Reestdalpopulatie overleeft door strenge bescherming, intensief beheer en herintroductie. In sommige natuurgebieden zijn de kikkers uitgezet, zoals rond Valkenswaard, de Amsterdamse Waterleidingduinen (AWD), Zuid-Hollands Duingebied en Utrecht. Soms worden boomkikkers vanuit Zuid-Europa (die niet genetisch hetzelfde zijn als de Nederlandse) meegenomen naar Nederland en kunnen een kleine populatie vormen. Dit is het geval met de populaties rond Eindhoven en de uit Kroatië afkomstige populaties in Schouwen.

## Habitat

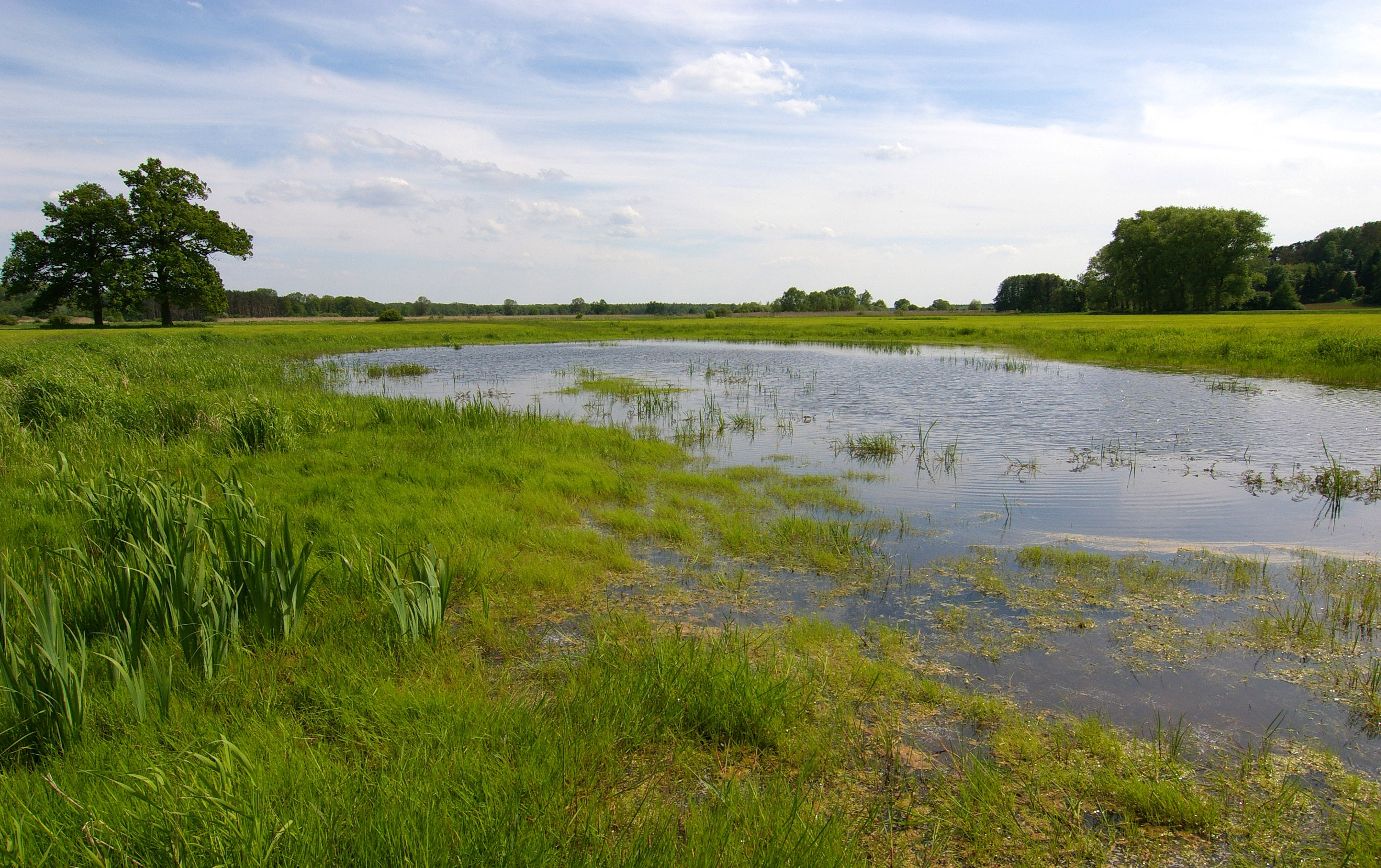
Voortplantingswater in Duitsland

De natuurlijke biotoop bestaat uit jonge en natuurlijke poelen in laaglandriviersystemen. De boomkikker is echter niet kieskeurig en heeft in kleinschalig agrarisch landschap, met veel hagen en veedrinkpoelen, een vervangende biotoop gevonden. Favoriet zijn wateren met aangrenzende struik-achtige begroeiing, maar ook in tuinen, parken, houtwallen, weilanden en bosranden kan de kikker worden aangetroffen. Er is een voorkeur voor bepaalde planten zoals aardbei, gele lis, hondsroos, hop, ridderzuring, rode bes en wilde kamperfoelie.
De eitjes worden afgezet in de kleinste poeltjes, zoals met water gevulde wiel- en rupsbandsporen op bouwterreinen. Er zijn wel enkele voorwaarden; zo mag het water niet stromen en moet het water in een open plek liggen die goed door de zon wordt beschenen. Grootbladerige struiken en bomen zijn gewenst, maar de poelen mogen niet geheel door bomen worden omgeven; het water moet door de zon worden beschenen. De larven kunnen zich niet ontwikkelen bij een watertemperatuur lager dan 15 °C. Ook dient het water visvrij te zijn, omdat anders de eitjes en larven worden opgegeten. Waterplanten die een voorkeur hebben zijn riet en lisdodde.
De boomkikker is een typische bewoner van laaglanden en heuvellanden. De soort komt bij uitzondering ook voor op grote hoogte, zoals in Bulgarije, waar hij is aangetroffen op een hoogte van 2300 meter boven zeeniveau.

## Uiterlijke kenmerken

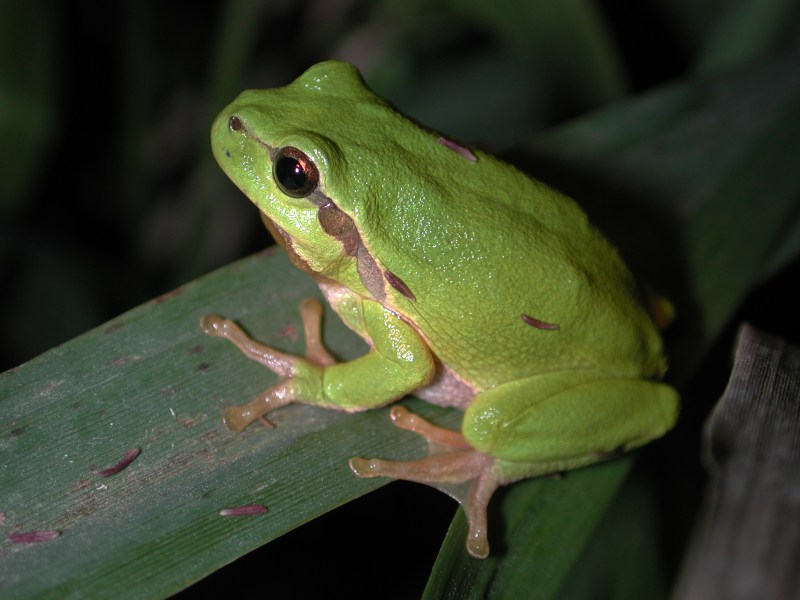
De kleur is meestal lichtgroen, de hechtschijven zijn duidelijk zichtbaar.

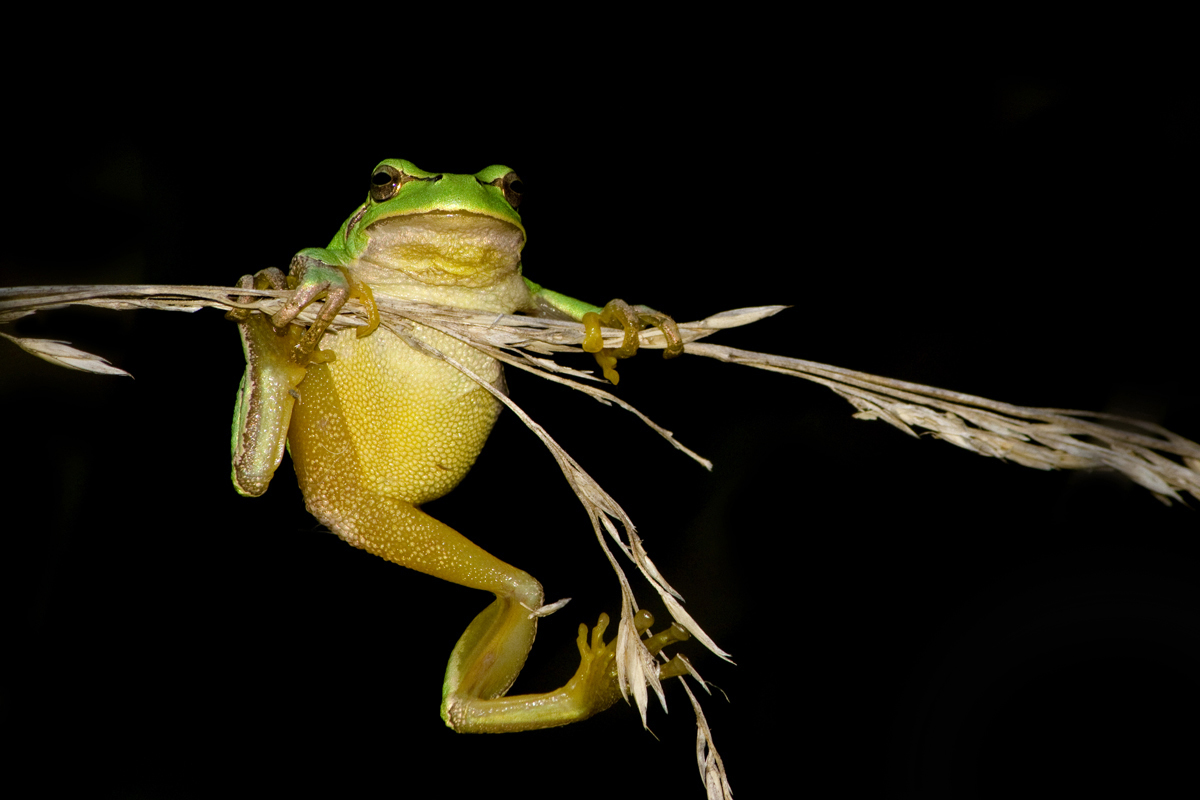
Buikzijde van de boomkikker

De boomkikker wordt ongeveer 3 tot 4 centimeter lang, de vrouwtjes worden gemiddeld iets groter dan de mannetjes tot 4,5 cm en bereiken in uitzonderlijke gevallen 5 cm. De huid is glad aan de bovenzijde maar korrelig op de buik, de trommelvliezen aan weerszijden van de kop zijn duidelijk zichtbaar door de bruine kleur, de iris is geel tot oranje van kleur en heeft een enigszins elliptische horizontale pupil. De gepaarde gifklieren achter de ogen worden parotoïden genoemd en zijn niet sterk vergroot. De kikker heeft zogenaamde vomerine tanden; tandachtige structuren in het verhemelte van de bek.
De boomkikker draagt hechtschijven aan de uiteinden van de vingers en de tenen. Dit zijn kleine schijfvormige structuren die qua vorm doen denken aan zuignappen maar een wezenlijk andere werking hebben. Net als andere kikkers hebben de hechtschijven een fijne structuur met zeer kleine kanaaltjes, waarin bij het neerzetten van de hechtschijf vocht wordt gedreven waardoor de kikker blijft plakken, zie ook onder kikkers. Bij het klimmen speelt ook de buikzijde een rol, door het slijmlaagje van de huid blijft de kikker beter plakken.
Een typisch kenmerk van de boomkikker is de heldere, groene kleur en het ontbreken van vlekken of strepen op de rug. De kleur is meestal lichtgroen, maar kan ook groengrijs tot geelbruin of bruin zijn, afhankelijk van de temperatuur en de gemoedstoestand van de kikker. Het veranderen van kleur heeft niets met het aanpassen aan de ondergrond te maken. Indien gestrest (bijvoorbeeld bij hantering) wordt de kleur donkerder tot donkergroen of -bruin. Ook kunnen vlekken ontstaan op de rug.
Heel soms komen blauwe exemplaren voor. Deze zijn echter niet van kleur veranderd maar hebben een tekort aan een gele kleurstof in de huid. Omdat het gele pigment samen met blauw pigment de groene kleur veroorzaakt, kleurt de kikker blauw bij een tekort aan de gele kleurstof. Dit komt soms ook voor bij andere soorten zoals de bastaardkikker (Rana esculenta).
De buikzijde is wit tot grijs van kleur, de overgang tussen buik en rug wordt gemarkeerd door een donkerbruine streep onderaan de flanken die begint aan het neusgat vooraan de kop en doorloopt door het oog en trommelvlies en via de achterpoten reikt tot de lies, onder de rechter achterpoot. Deze streep is wit- tot geel-omrand aan de bovenzijde en heeft een voor deze soort kenmerkende uitstulping bij de lies die wat naar voren gekromd is. De poten zijn van boven groen en van onderen geelachtig tot roze van kleur, vooral de tenen. Ook hier is de boven- en onderzijde gescheiden door een duidelijk donkere lijn.
Mannetjes zijn van de vrouwtjes te onderscheiden aan hun kwaakblaas; alleen de mannetjes kwaken. De keel van de mannetjes is ook te herkennen als er niet gekwaakt wordt omdat de huid hier een donkere, geelbruine tot grijze kleur heeft, evenals een geplooid oppervlak. De keel van de vrouwtjes is glad en lichter van kleur. Mannetjes blijven daarnaast wat kleiner al is dit in het veld moeilijk te zien.

### Kikkervisjes
De kikkervisjes zijn van andere soorten te onderscheiden aan de bovenste staartzoom die doorloopt tot boven de ogen. De larven kleuren gedurende hun ontwikkeling olijfgroen waaraan ze makkelijk te herkennen zijn. Bijna volgroeide exemplaren kleuren ten slotte grasgroen, net als de ouderdieren. Het mondveld van de larve heeft drie ononderbroken onderste tandenrijen en twee bovenste tandenrijen, waarvan de onderste rij kort is onderbroken in vergelijking met bijvoorbeeld de Mediterrane boomkikker. De larven zijn als ze uit hun ei kruipen zo'n 3 tot 5 millimeter lang en worden uiteindelijk 50 mm, na de metamorfose zijn de juvenielen ongeveer 12 tot 21 mm. Zie voor een beschrijving van de ontwikkeling van de kikkervisjes het kopje voortplanting.

### Onderscheid met andere soorten
De meeste andere Hyla- soorten leven buiten Europa in Noord- en Zuid-Amerika en Azië. Van de meeste Europese kikkers is de soort makkelijk te onderscheiden. Het onderscheid met andere boomkikkers die in Europa leven is niet zo eenvoudig maar deze soorten hebben meestal een beperkt verspreidingsgebied. Omdat de verspreiding van verschillende soorten kikkers in Europa goed is onderzocht, is in het veld meestal geen verwarring mogelijk. De verschillende Europese soorten zijn:
- Sardijnse boomkikker (Hyla sarda) van Corsica, Elba, Sardinië en Capri. De liesstreep gaat naar achteren toe over in een vlekkerige streep, soms komen rugvlekken voor. Daarnaast is de huid korreliger van structuur.
- Mediterrane boomkikker (Hyla meridionalis) uit Frankrijk, Spanje, Portugal en Italië en noordelijk Afrika. Deze kikker is te onderscheiden door het ontbreken van de langwerpige liesvlek, de oogstreep eindigt boven de voorpoot.
- Turkse boomkikker (Hyla savignyi) is een Aziatische soort die voorkomt tot in het noorden van Georgië en Azerbeidzjan. De Turkse boomkikker heeft eveneens een flankstreep maar de gekromde uitvloeiing op de lies ontbreekt. Daarnaast heeft de kikker een meer gele onderzijde, vooral aan de tenen en vingers.

Ook met andere boomkikkers buiten Europa is de boomkikker vaak te onderscheiden aan de gekromde vlek op de lies. Geslachten met soorten die ook een groene kleur hebben en een gladde huid zijn bijvoorbeeld Phyllomedusa uit Noord-Amerika en Litoria uit Australië. Zie voor afbeeldingen van gelijkende soorten ook onder afbeeldingen.

## Levenswijze

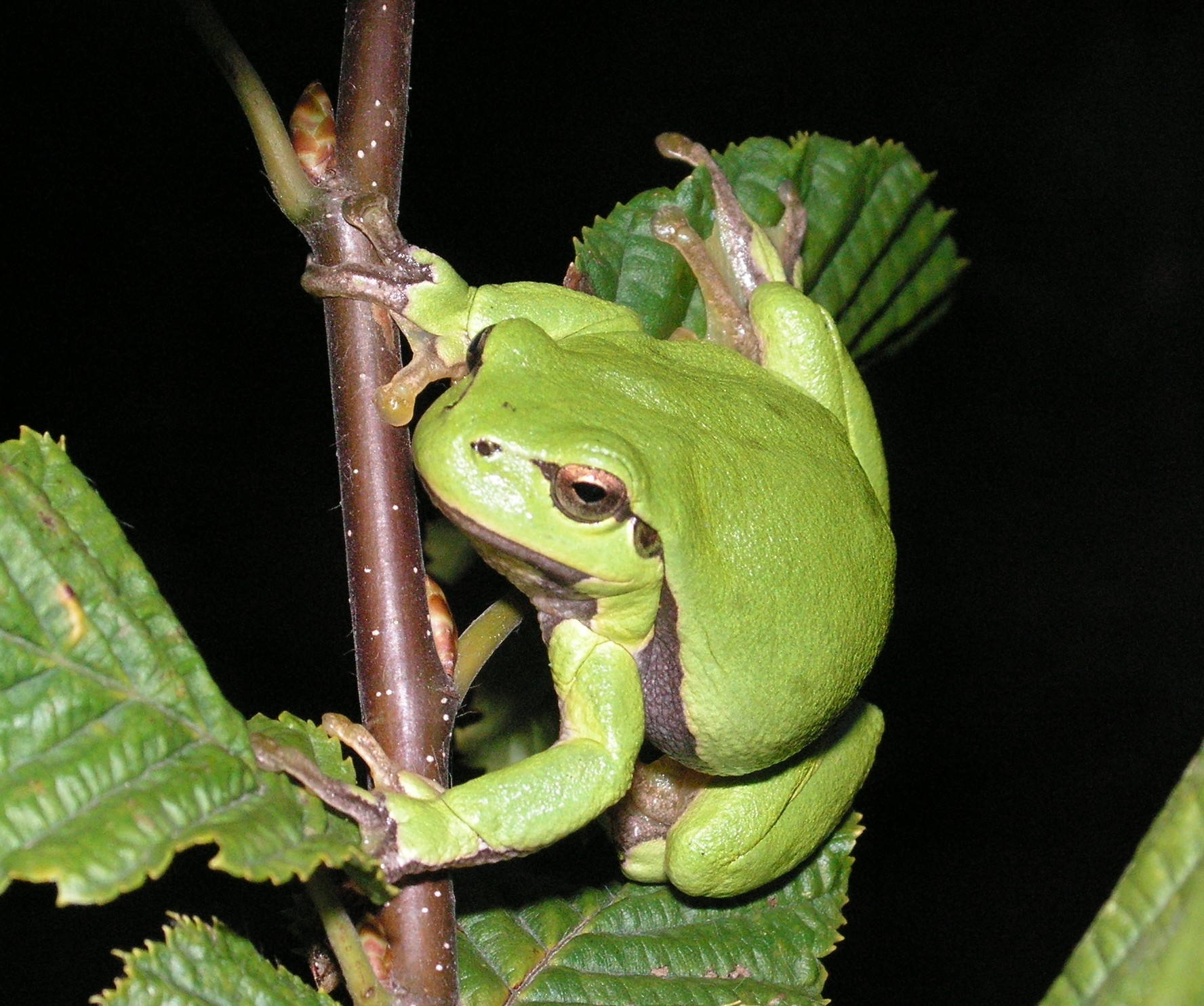
De boomkikker is in de schemering en 's nachts actief.

De boomkikker dankt zijn naam aan de overwegend klimmende levenswijze, de kikker wordt meestal gevonden in lage struiken in de directe nabijheid van water, maar kan ook in bomen worden aangetroffen tot een hoogte van tien meter. Met name de mannetjes bevinden zich in de paartijd 's nachts vaak in het water of op de bodem terwijl de vrouwtjes zich meestal in de bomen bevinden.
De boomkikker houdt zich meestal op in planten in de buurt van het water en wordt maximaal enkele honderden meters van het voortplantingsbiotoop aangetroffen. Van een uit Nederland afkomstig exemplaar is echter bekend dat hij een afstand van 12,6 kilometer kan afleggen binnen één jaar.
Net als alle amfibieën is de kikker koudbloedig, meer specifiek ectotherm, en zit het grootste deel van de dag doodstil op een tak of blad om zo veel mogelijk energie te sparen. 's Nachts, als er gefoerageerd wordt op zoek naar voedsel, is de kikker actief. De nachtelijke levenswijze van de meeste kikkers en padden dient voornamelijk om uitdroging te voorkomen; bij de boomkikker is dit echter niet het geval. Boomkikkers zonnen veel en verstoppen zich niet, maar vertrouwen op de camouflage. Alleen op hete dagen wordt de schaduw opgezocht. Tijdens het nemen van een zonnebad slaapt de kikker en worden de ogen gesloten. Het lichaam is door de gesloten ogen, die geel tot oranje van kleur zijn, ook minder goed zichtbaar voor vijanden. De poten worden zo dicht mogelijk tegen het lichaam gehouden om waterverlies door verdamping te beperken.
Tussen augustus en oktober daalt de temperatuur in het grootste deel van het verspreidingsgebied sterk. In de winter is het te koud om actief te zijn en zoekt de boomkikker een schuilplaats op om de winterslaap in door te brengen. Het winterkwartier bestaat uit holle bomen, holtes tussen boomwortels, in de strooisellaag en in houtstapels. Waarschijnlijk kan de kikker niet onder water overwinteren, zoals andere Europese kikkers wel kunnen. Boomkikkers die rond de Middellandse Zee leven slaan de winterslaap regelmatig over.

## Voortplanting en ontwikkeling

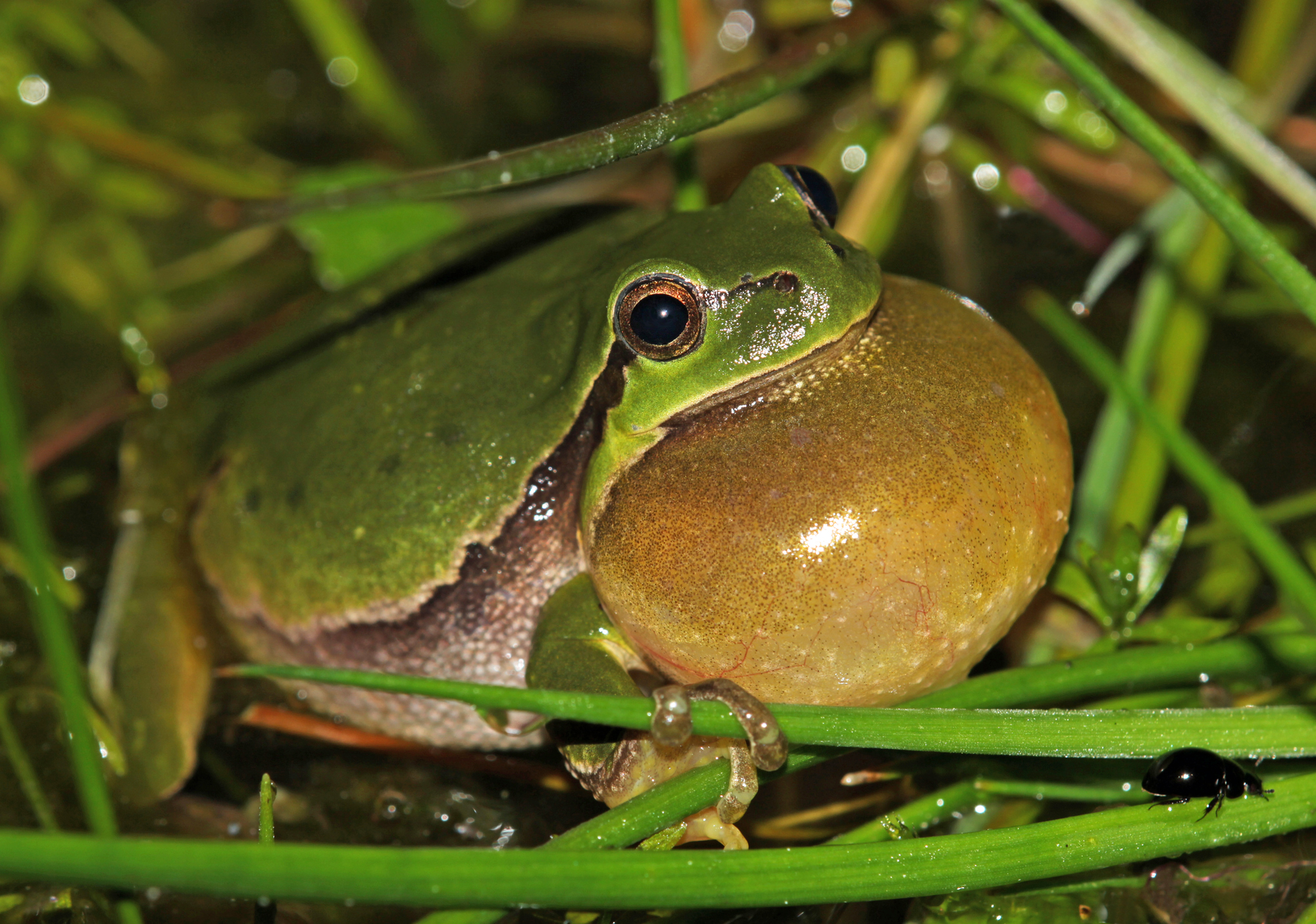
Mannetjes kwaken vanaf de bodem of in het water, niet in bomen.

De boomkikker plant zich voort van april tot juli. De mannetjes begeven zich gedurende deze tijd meer op de bodem en in het water terwijl ze op een vrouwtje wachten. Ze kwaken hierbij luidruchtig, het geluid draagt ver en zou omschreven kunnen worden als een krék-krék-krék-krék-achtig geluid. Het kan tot op een kilometer afstand gehoord worden. De mannetjes kwaken niet door elkaar heen, maar stemmen het geluid op elkaar af zodat ze beter te horen zijn. Ze zitten altijd minstens 30 tot 40 centimeter uit elkaar, als twee mannetjes elkaar te dicht naderen wordt een ratelend geluid geproduceerd om de naderende soortgenoot op afstand te houden.
De kwaakblaas kan zeer ver worden uitgerekt en is dan bijna zo groot als de kikker zelf en quasi-doorzichtig. De boomkikker heeft alleen een kwaakblaas onder de keel, en geen wangblazen zoals veel groene kikkers (Peleophylax). Ook buiten de paartijd laten de kikkers van zich horen, dit wordt soms gestimuleerd door overvliegende vliegtuigen, regenval en ook het nabootsen van de roep kan de kikkers van zich laten doen horen.
Sommige mannetjes zijn zogenaamde satelliet-mannetjes; ze kwaken niet, maar proberen een door een kwakend mannetje gelokt vrouwelijk exemplaar te bespringen. Een satelliet-mannetje hoeft hierdoor geen energie te steken in het zoeken naar een vrouwtje of het maken van geluiden.
Kwakende mannetjes zitten meestal in of dicht bij het water. Zodra een vrouwtje geïnteresseerd is, kan direct de paring en afzet van de eieren plaatsvinden. Wanneer zich in of langs het water bevinden de boomkikkers bijvoorbeeld voor monitoringsdoeleinden geteld worden, lijkt het alsof er veel meer mannetjes dan vrouwtjes zijn. Dit komt doordat de mannetjes zich gedurende langere tijd in het water begeven, ongeveer een maand, terwijl de vrouwtjes slechts één keer het water betreden voor de ei-afzet en daarna hun landbiotoop opzoeken. Om de populaties van de kikker in kaart te brengen wordt vooral gezocht naar larven, eiklompjes en pas gemetamorfoseerde dieren. Jongere boomkikkers blijven dicht bij de bodem, waardoor ze beter te zien zijn dan de volwassen exemplaren.
Als een vrouwtje geïnteresseerd is, vindt de paring plaats. Hierbij klemt het mannetje zich met de voorpoten vast onder de oksels van het vrouwtje, wat een amplexus axillaris wordt genoemd. Pas nadat het vrouwtje de eitjes heeft afgezet en het mannetje deze heeft bevrucht laat de man weer los.
Het vrouwtje produceert zo'n 200 tot 1400 eitjes, die in kleine klompjes worden afgezet in het water. Ze produceert maximaal 50 klompjes per nacht die ongeveer zo groot zijn als een walnoot en ongeveer 3 tot 50 eitjes bevatten, zelden meer tot 100. De eitjes zijn lichtbruin aan de bovenzijde en witgeel aan de onderzijde; de vrucht ontwikkelt zich snel en de embryonale ontwikkeling kan al na drie dagen worden voltooid, waarna de larven uit de eieren kruipen.
De ontwikkeling van de kikkervisjes is sterk afhankelijk van de watertemperatuur, beneden 15 graden kunnen ze zich niet ontwikkelen, bij een temperatuur van 17 graden vindt de metamorfose plaats na 11 weken, bij een temperatuur van 20 graden na ongeveer 7 weken.
Het mannetje is vaak na de eerste overwintering al volwassen, bij vrouwtjes duurt dit meestal twee jaar. De boomkikker kan in gevangenschap 15 jaar oud worden, maar in de natuur wordt een dergelijke leeftijd door natuurlijk verval en predatie nooit 
bereikt.

Afbeeldingen: ontwikkeling
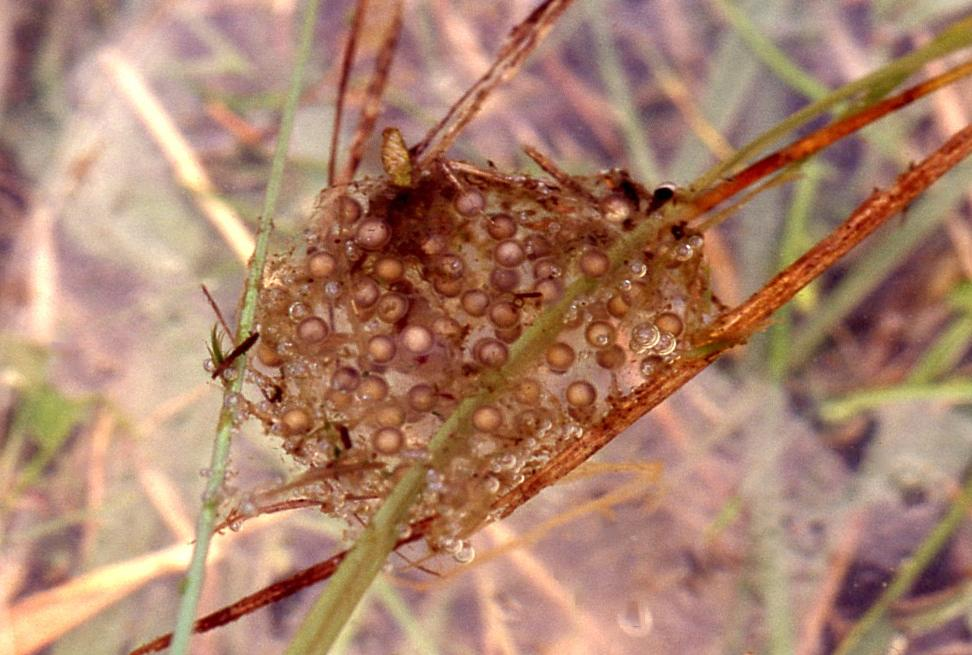
Eierklomp bevestigd aan waterplanten
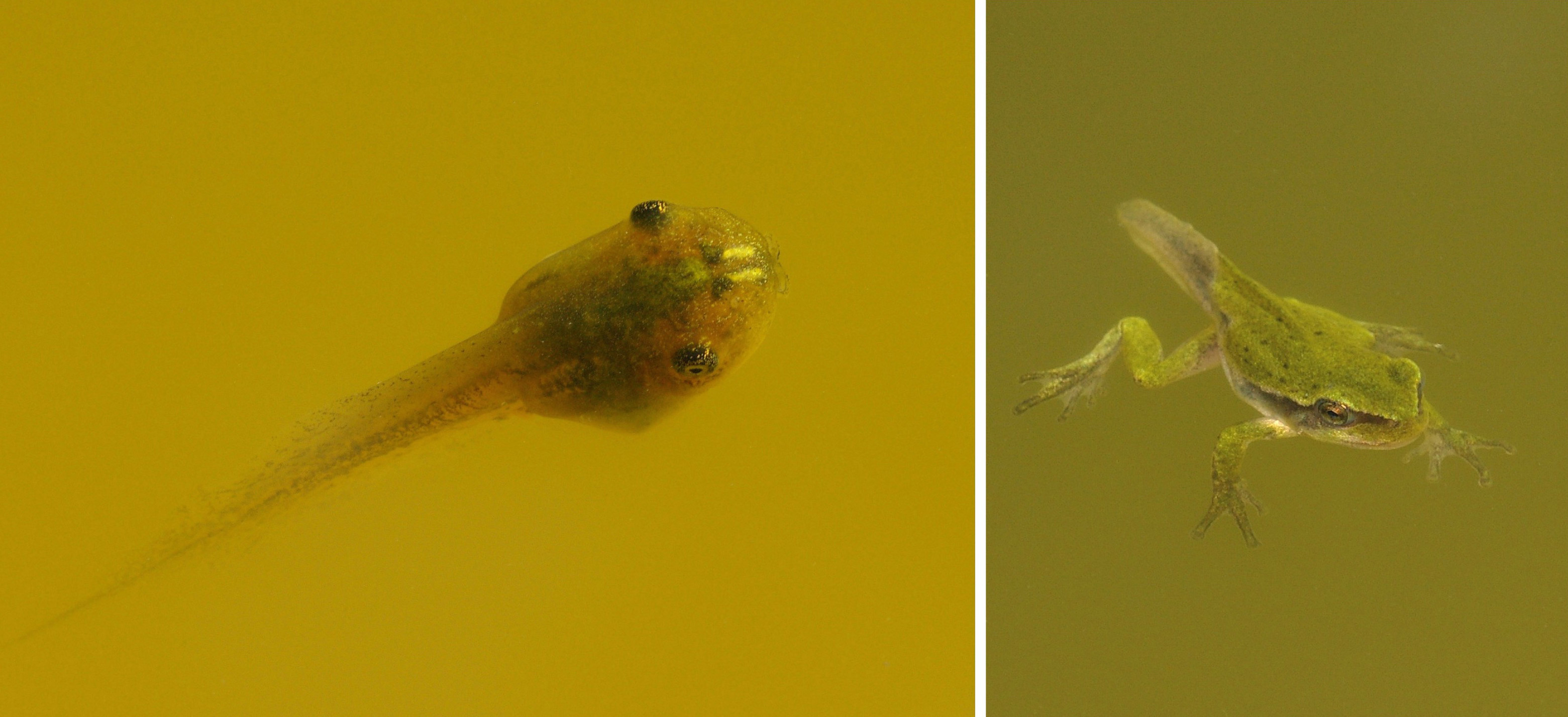
Verschillende larvale stadia
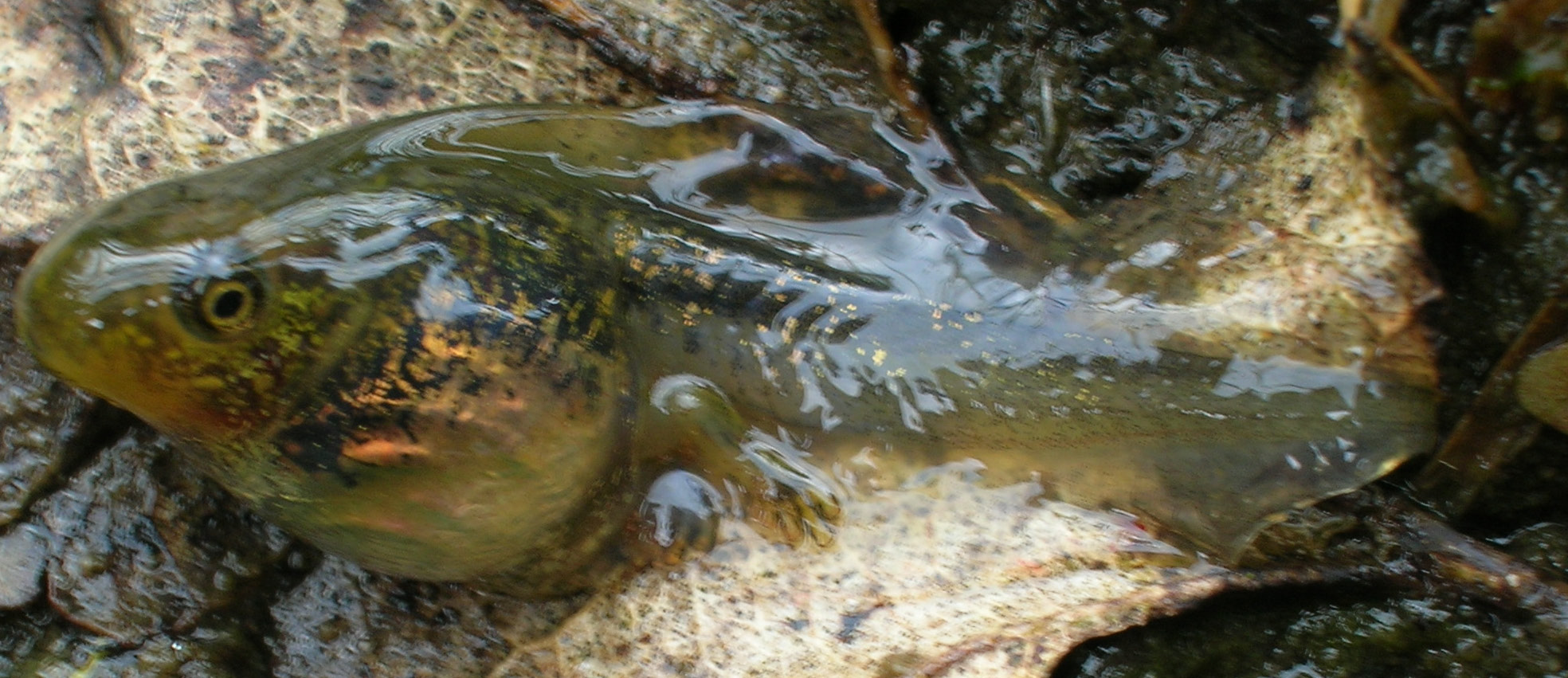
Kikkervisje
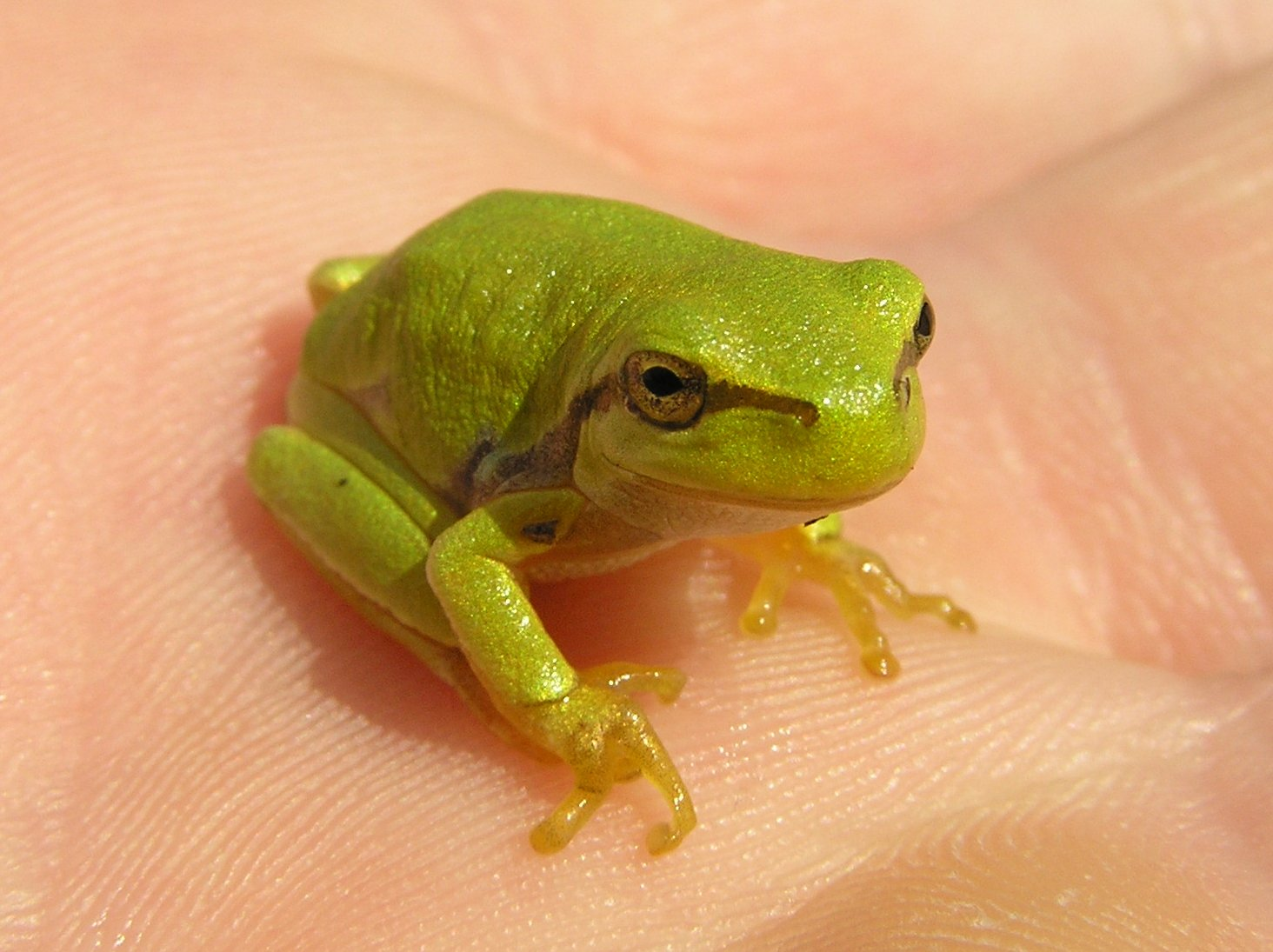
Juveniel exemplaar

## Voedsel

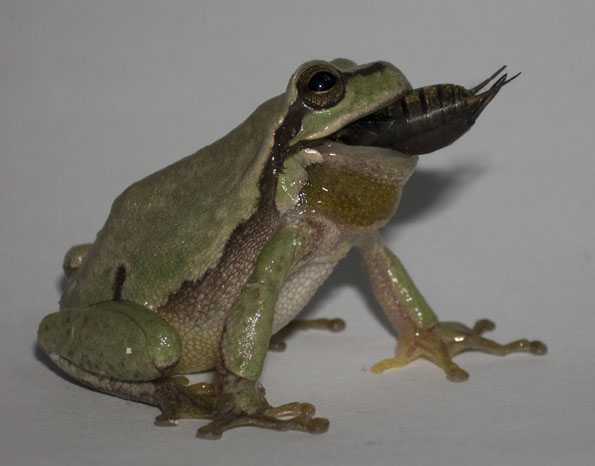
Een boomkikker eet een krekel.

Het voedsel bestaat uit allerlei insecten, meestal tweevleugeligen of andere vliegende insecten zoals kevers en wantsen, die met de lange tong worden gevangen of worden besprongen. Vooral vliegende insecten worden gegrepen, waarschijnlijk vanwege het lenige lichaam van de boomkikker, het vermogen om zich vast te hechten na een sprong en de stevige achterpoten waarmee een relatief grote sprong kan worden gemaakt. Meestal steekt de boomkikker zijn tong naar de prooi uit en maakt hij tegelijkertijd een happende beweging met zijn bek, terwijl hij zich daarbij voorwaarts beweegt.
Uit een onderzoek naar de voedselgewoonten van exemplaren uit de omgeving van Bazel (Zwitserland) bleek dat de mannetjes in de paartijd, als ze zich meer op de bodem bevinden, voornamelijk leven van kevers, spinnen en vliesvleugeligen. Buiten de paartijd bleken volwassen exemplaren vooral te jagen op oorwormen, wantsen en vliegen en muggen. De juveniele exemplaren bleken vooral vliesvleugeligen, vliegen en muggen en wantsen te eten. Uit onderzoek naar de maaginhoud van larven uit een populatie in noordelijk Italië bleek dat vrijwel alle exemplaren (99%) algen in de maag hadden, 53% had delen van planten opgenomen en in 21% van de gevallen bleek de maag detritus te bevatten.

## Vijanden

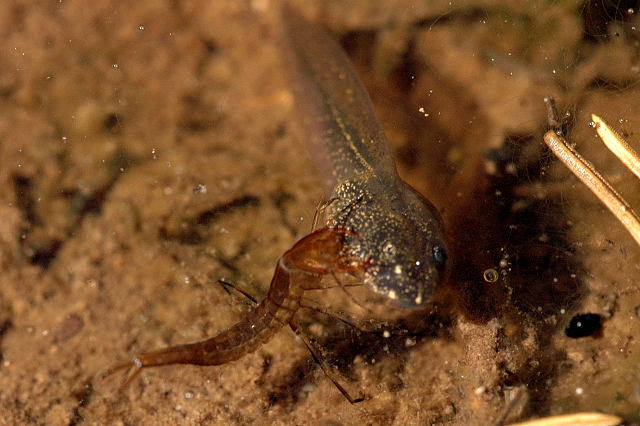
De larve van de geelgerande watertor met een buitgemaakt kikkervisje van een onbekende soort.

Vijanden van de boomkikker zijn vooral vogels. Voorbeelden van Nederlandse vogels die graag boomkikkers eten zijn de blauwe reiger, bosuil, grote trap, grauwe klauwier, kerkuil, kleine zilverreiger, kokmeeuw, roodpootvalk en de wespendief. Ook verschillende slangen eten boomkikkers en ook andere - grotere - kikkers lusten graag een boomkikker als ze de kans krijgen. In het water kan de kikker worden belaagd door verschillende roofvissen zoals de snoek. Bij hantering produceert de kikker meer slijm zodat de huid glibberig wordt, daarnaast worden piepende geluiden gemaakt.
De larven van de boomkikker worden vooral gegeten door waterinsecten zoals de larven van libellen, larven en volwassen geelgerande watertorren en bootsmannetjes. Ook grotere kikkervisjes van andere soorten eten boomkikkerlarven, zoals de larven van de knoflookpad. Daarnaast zijn grote vissen zoals karpers een gevaar voor de larven. Enkele exotische vissen die zich in Europa hebben verspreid eten grote hoeveelheden larven, zoals de zonnebaars.

Afbeeldingen: vijanden
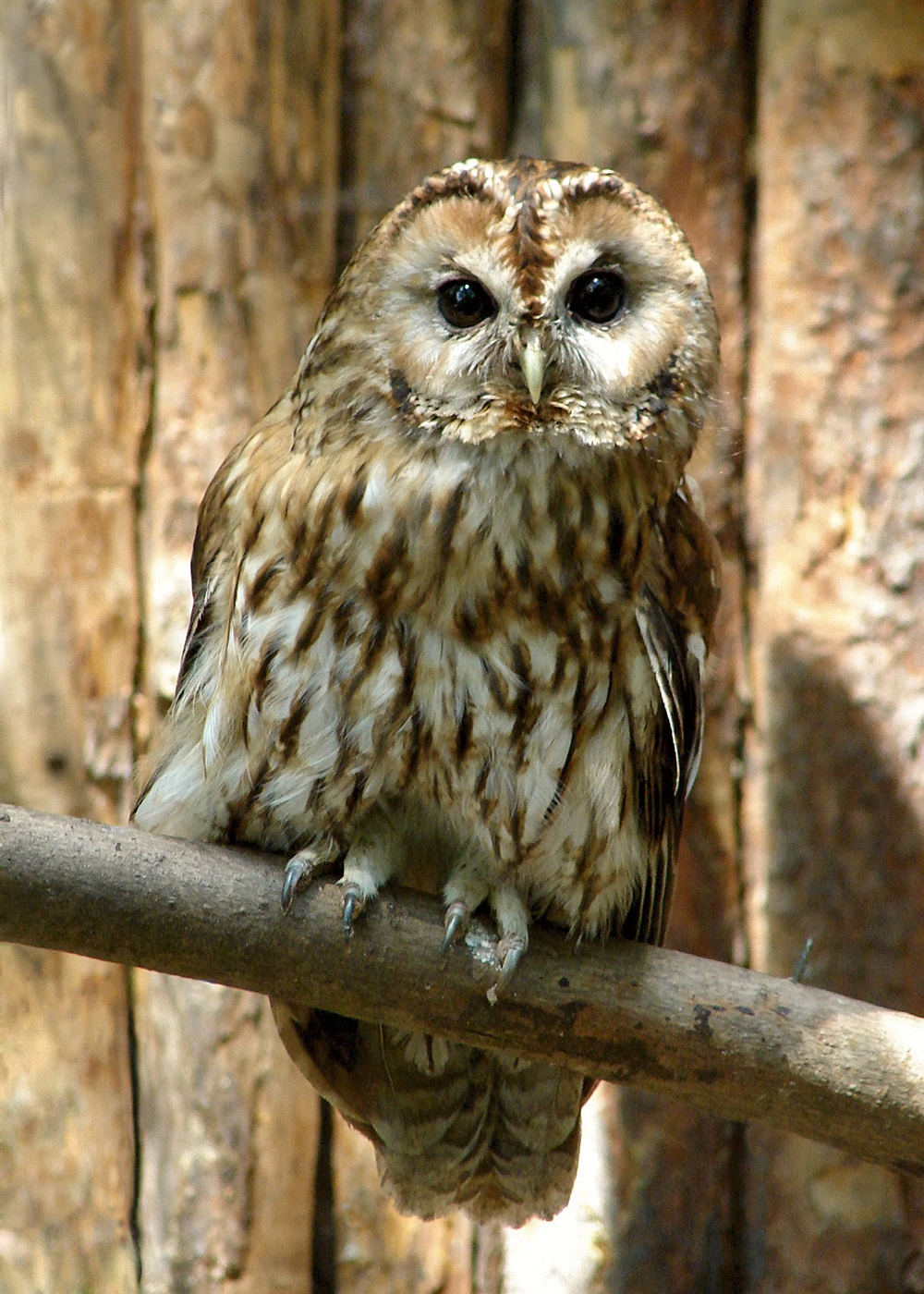
Bosuil
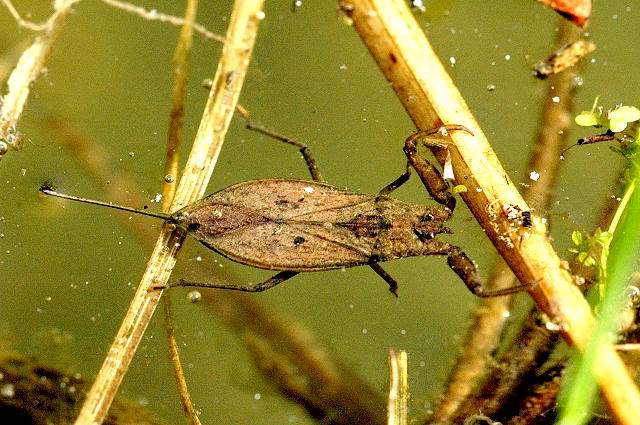
Waterschorpioen
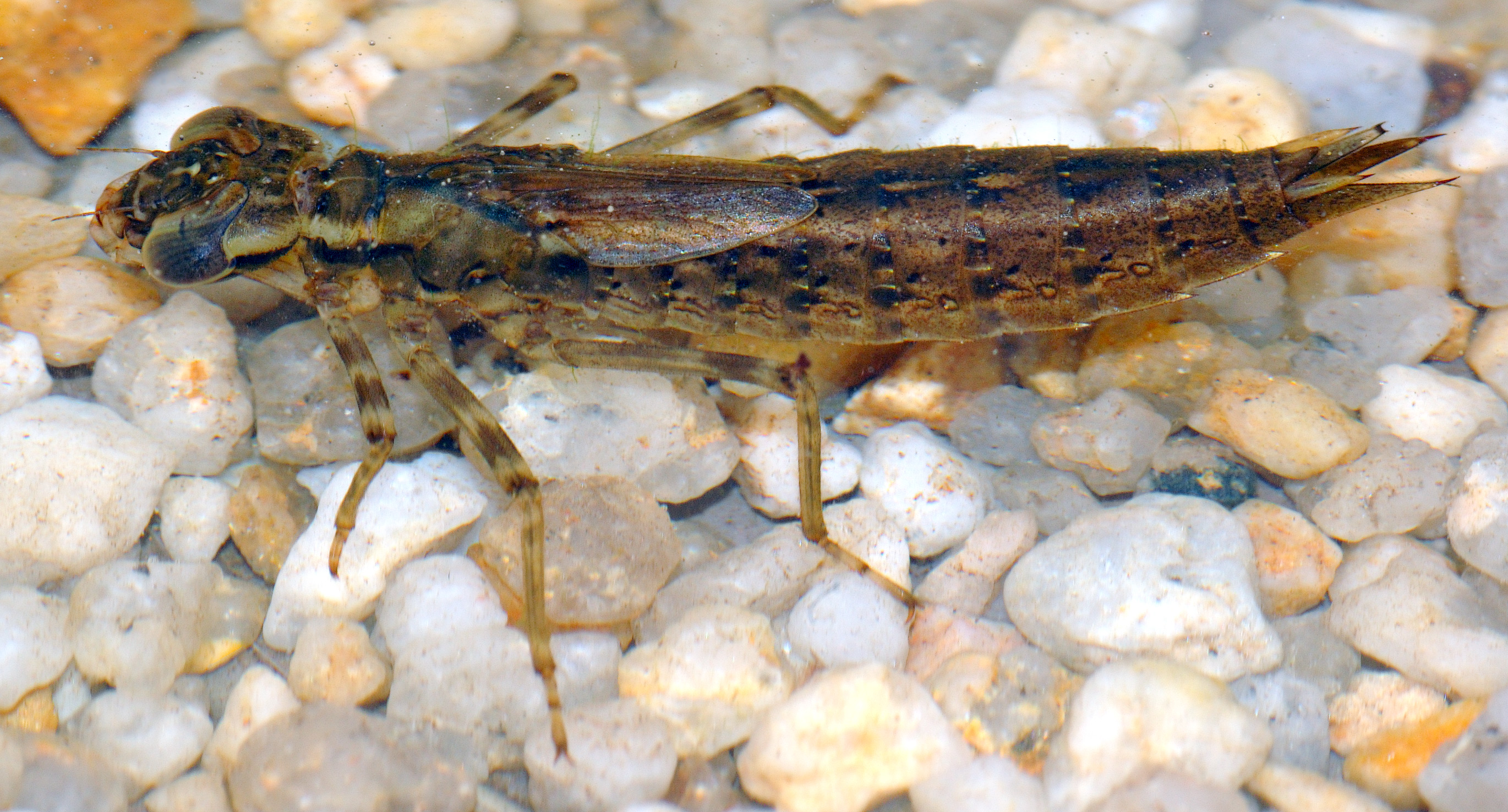
Larve van de blauwe glazenmaker, een libel
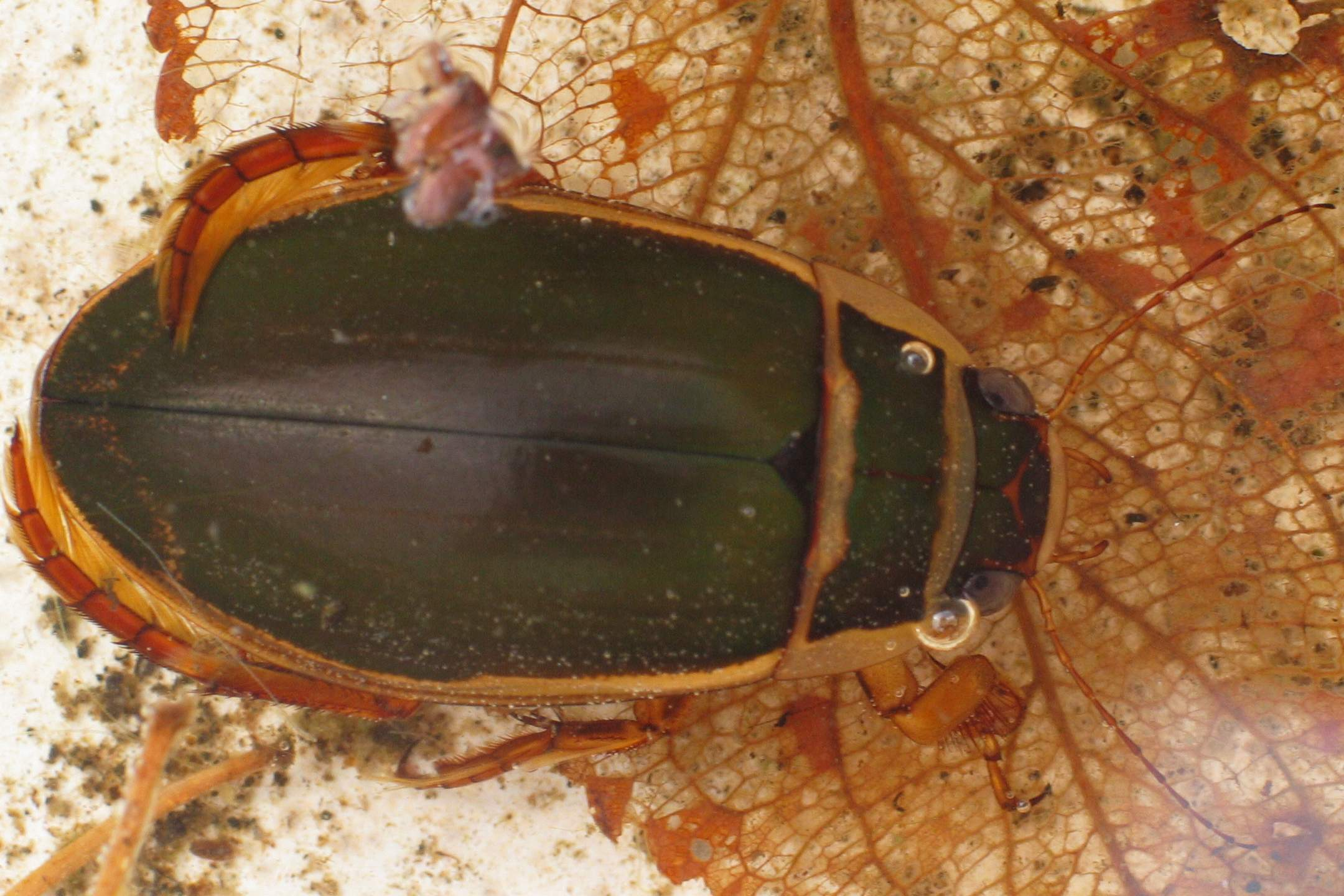
Geelgerande watertor

## De boomkikker en de mens
De boomkikker werd in vroeger tijden vaak als barometer gehouden omdat de kikker zou reageren op verschillen in vochtigheid en luchtdruk. Zo zou de kikker gaan kwaken bij naderende regen, maar ook omhoog en omlaag klimmen bij atmosferische drukveranderingen. Dit is echter achterhaald, de kleur hangt weliswaar voor een deel af van de omgevingstemperatuur maar ook de gemoedstoestand van de kikker is van invloed. Daarnaast kwaakt de kikker ook wel overdag bij zonnig weer.
Met de naar verhouding brede kop, grote ogen en geprononceerde 'grijphanden' doet de kikker aandoenlijk aan. Het is een populaire soort die wordt beschouwd als erg decoratief en wereldwijd wordt verspreid door de handel in exotische dieren.

### Bedreiging en bescherming

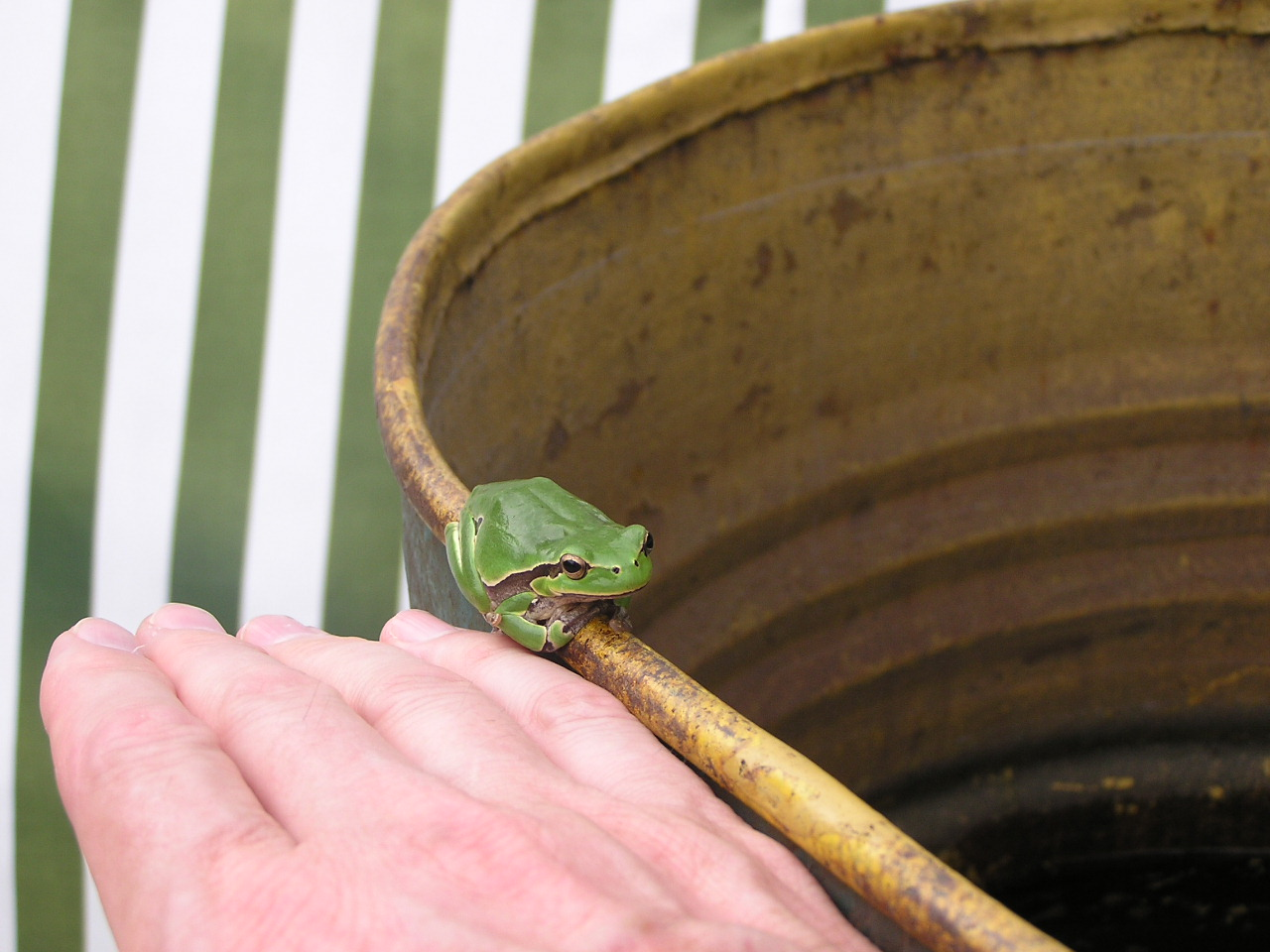
De boomkikker is plaatselijk algemeen en duikt soms op in tuinen.

De boomkikker is in zijn areaal geen bedreigde diersoort. Door de International Union for Conservation of Nature and Natural Resources (IUCN) wordt de kikker als niet bedreigd (Least Concern) beschouwd. Internationaal wordt de soort beschermd door de Conventie van Bern en de Vogel- en Habitatrichtlijn.
In België is de kikker plaatselijk algemeen, in Nederland echter is de soort zeldzaam. Enkele decennia geleden bleek het aantal exemplaren met 80% gedaald en de soort verdween in delen van het verspreidingsgebied. In Groningen is de soort waarschijnlijk al in de 19e eeuw uitgestorven. Van de zes provincies waar de kikker voorkomt heeft Drenthe het kleinste verspreidingsgebied, de boomkikker komt hier maar op één plaats voor. In Noord-Brabant is de soort op drie plaatsen te vinden: Molenschotse Heide, Leemkuilen en De Brand. In veel leefgebieden zijn populaties opnieuw geïntroduceerd, in de Achterhoek en Twente zijn maatregelen genomen om de populaties gezonder te maken door houtwallen en poelen te herstellen. Een populatie in de Dautenvijvers van Diepenbeek veroorzaakte in 2008 opschudding bij omwonenden omdat Natuurpunt bij verkoop van aanpalende gronden een voorkooprecht kan uitoefenen. Diepenbeek heeft immers de boomkikker geadopteerd als diersoort in de specifieke biotoop van de Wijers.
De boomkikker wordt vooral bedreigd door verzuring, verdroging, verstoring, verandering, versnippering, aantasting of vernietiging van de natuurlijke habitat. Ook het verlanden van vennen en watervervuiling (vermesting, pesticiden) en een te hoge visstand doen de kikker of de larven in aantal en verspreidingsgebied achteruitgaan. In sommige gebieden worden populaties bedreigd door het wegvangen van kikkers voor de handel in exotische dieren. Omdat de kikker zich vrijwel niet over de bodem verplaatst, is het aantal verkeersslachtoffers in vergelijking met andere amfibieën laag.
Een andere bedreiging is het door de mens onderhouden van het leefgebied zoals het maaien van het gras; waar de meeste kikkers zich tegen de bodem drukken en zo de messen ontwijken of weg springen voordat de maaier in de buurt is, vertrouwen boomkikkers op hun camouflage. Ze blijven stilzitten en worden zo vaak aan stukjes gehakt of met het maaisel verpakt en afgevoerd als compost.

Wapen van het Franse Flacey

De boomkikker is door zijn exotische uiterlijk populair bij natuurbeschermingsorganisaties en wordt als icoon gebruikt voor diersoorten die bijna uitgestorven waren in Nederland, maar waar het tegenwoordig beter mee gaat. Natuurorganisaties en provincies werken regelmatig samen om exemplaren te (her)introduceren in gebieden. Het blijkt echter dat het uitzetten van exemplaren weinig effect heeft zolang de oorzaak van het verdwijnen van het amfibie nog niet is aangepakt. Daarnaast dient rekening gehouden te worden dat zowel de voortplantingshabitat als de landhabitat aangepakt moeten worden. Het zomaar uitzetten van exemplaren om de soort in stand te houden heeft daarnaast niet de voorkeur van Reptielen Amfibieën Vissen Onderzoek Nederland omdat het niet zo is dat we een vat kikkers opentrekken en het goed komt.
De kikker wordt in Nederland beschermd door de Flora- en faunawet en staat op de rode lijst en heeft als beschermingsstatus 'bedreigd'. Bijna de helft van de leefgebieden van de boomkikker is eigendom van particulieren, nog geen kwart van het verspreidingsgebied is in bezit van staatsbosbeheer.
De stichting Reptielen, Amfibieën en Vissen Onderzoek Nederland (RAVON) heeft in 2001 in opdracht van het ministerie van Landbouw, Natuur en Voedselkwaliteit het soortbeschermingsplan boomkikker (2001-2005) opgesteld. Op alle locaties waar de boomkikker voorkomt, worden nu de bestaande populaties beschermd, vervolgens worden ze uitgebreid en aangesterkt door natuurbeheer, en ten slotte worden deze populaties verbonden zodat genetische uitwisseling mogelijk is.

## Naamgeving en taxonomie
De boomkikker wordt ook wel gewone boomkikker genoemd omdat het in Nederland en België de enige vertegenwoordiger is van de familie van de boomkikkers (Hylidae). De soort wordt ook wel Europese boomkikker genoemd maar deze naam is enigszins misleidend omdat dit niet de enige boomkikkersoort is die in Europa voorkomt.
De Nederlandse naam boomkikker is terug te voeren op de levenswijze van het dier, en de naam wordt al lang gebruikt. Vroeger werd de soort wel aangeduid met boomkikvors of boomkikvorsch. De Nederlandse naam is analoog aan het Engelse Tree Frog en het Duitse Laubfrosch. In het aan het Nederlands gerelateerde Plattdüütsch wordt de kikker hasselpogg genoemd.
De boomkikker kreeg in 1758 de wetenschappelijke naam Rana arborea van Carl Linnaeus in de tiende editie van Systema naturae. In 1817 plaatste Georges Cuvier de soort in het geslacht Hyla. De wetenschappelijke naam Hyla arborea verwijst naar de levenswijze; Hyla betekent 'kwaken' en arborea betekent 'in bomen levend'. De boomkikker werd lange tijd verdeeld in drie verschillende ondersoorten, die tegenwoordig niet meer worden onderscheiden. Deze voormalige ondersoorten zijn:
- Hyla arborea arborea: Vrijwel het gehele verspreidingsgebied
- Hyla arborea kretensis Ahl, 1931: Kreta
- Hyla arborea molleri Bedriaga, 1889: Spanje, Portugal, mogelijk in zuidelijk Frankrijk, opgewaardeerd tot soort Hyla molleri.

### Synoniemen
Er zijn meerdere synoniemen:
- Rana arborea Linnaeus, 1758

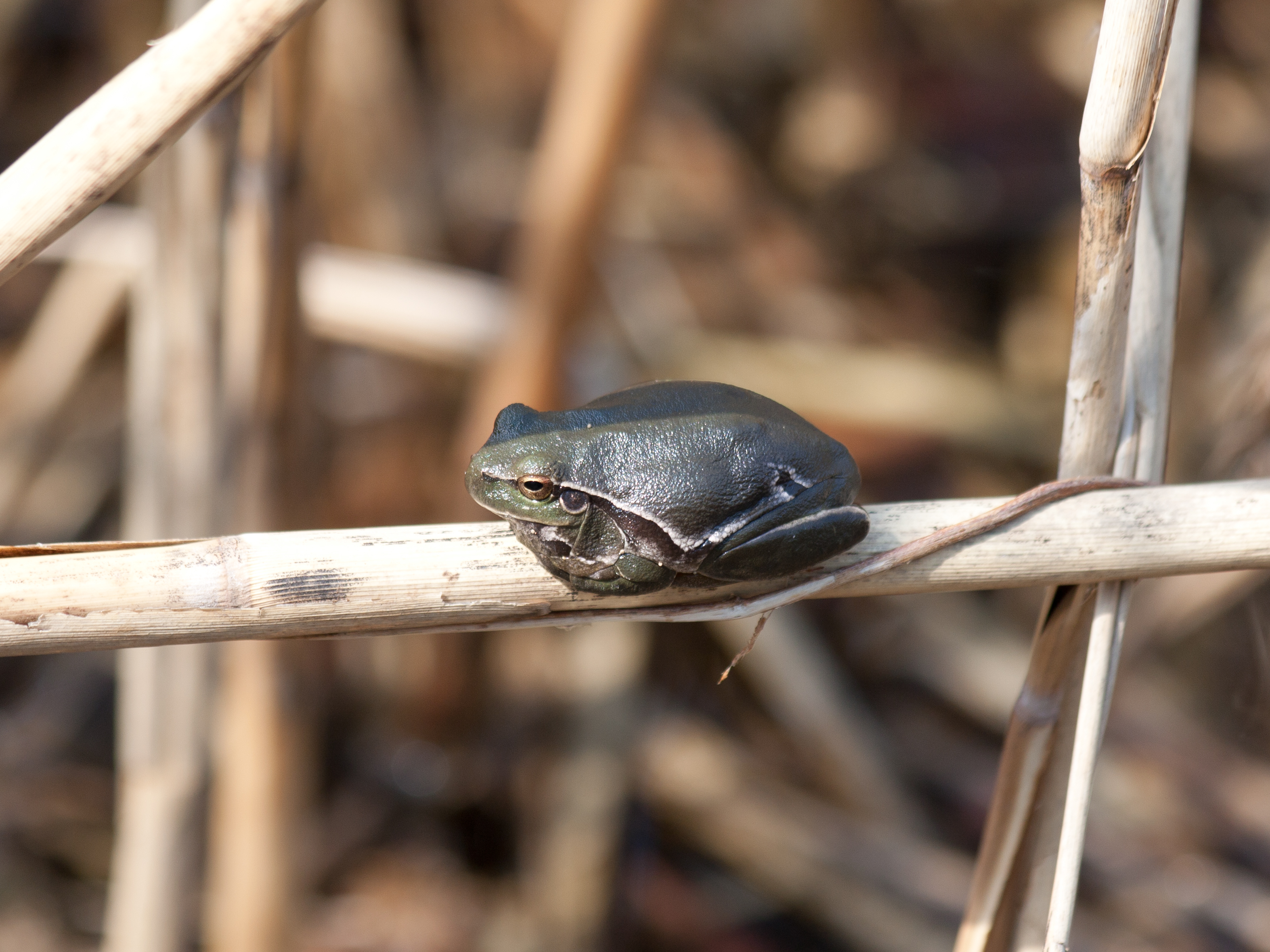
Gestreste boomkikkers kleuren donker.

  - Calamita arboreus (Linnaeus) Schneider, 1799
  - Hyla arborea (Linnaeus) Cuvier, 1817
  - Hyas arborea (Linnaeus) Wagler, 1830
  - Dendrohyas arborea (Linnaeus) Tschudi, 1838
- Rana hyla Linnaeus, 1758
- Hyla viridis Laurenti, 1768
  - Hylaria viridis (Laurenti) Rafinesque, 1814
- Hyla vulgaris Lacépède, 1788
- Dendrohyas arborea var. daudinii Gistel, 1868